# ديفيد كوبر (لاعب كرة قاعدة)
ديفيد كوبر (بالإنجليزية: David Cooper)‏ هو لاعب كرة قاعدة أمريكي، ولد في 12 فبراير 1987 في ستوكتون في الولايات المتحدة.

## وصلات خارجية
- ديفيد كوبر على موقع دوري كرة القاعدة الرئيسي (الإنجليزية)
- ديفيد كوبر على موقعبيزبول رفرنس.كوم (الدوري الرئيسي) (الإنجليزية)
- ديفيد كوبر على موقعبيزبول رفرنس.كوم (الدوري الثانوي) (الإنجليزية)
- ديفيد كوبر على موقع إي إس بي إن.كوم (أم.أل.بي) (الإنجليزية)
- ديفيد كوبر على موقع مشجعي الرسوم البيانية (الإنجليزية)